# Nana negra
Una nana negra és una hipotètica nana blanca tan vella i freda que ja no emet calor ni llum. Hom creu que encara no n'existeix cap en tot l'univers, ja que el temps requerit perquè una nana blanca es refredi fins a aquest estat s'estima més gran que l'actual edat de l'univers. Una nana blanca seria el residu d'un estel d'una seqüència principal de massa baixa o mitjana després d'haver expulsat o fusionat tots els elements que pot fusionar amb la seva temperatura. Allò que queda aleshores és una densa peça de matèria degenerada que es refreda lentament per radiació tèrmica i, finalment, es converteix en una nana negra. Fins i tot si les nanes negres existiren, seria extremadament difícil detectar-les, ja que, per definició, emeten molt poca radiació, o gens. Podrien ser detectables per la seva influència gravitacional.
El nom nana negra també s'aplica a objectes astronòmics que s'han format de la mateixa forma que es formen les estrelles, però no tenen suficient massa (aproximadament 0,08 masses solars) per a començar a fusionar hidrogen. A aquestos objectes, se’ls coneix ara més sovint com a nanes marrons, un terme encunyat per Jill Tarter als anys 1970.
Les nanes negres no han de ser confoses amb els forats negres o les estrelles de neutrons.